# Жироду, Жан
Ипполит-Жан Жироду (фр. Hippolyte Jean Giraudoux; 29 октября 1882 — 31 января 1944) — французский новеллист, эссеист, драматург, дипломат.

## Биография
Жироду родился 29 октября 1882 года в Верхней Вьенне в семье инженера, детство и юность провёл в провинции Лимузен. Учился в Германии (где познакомился в Мюнхене с Франком Ведекиндом) и в США. Был на дипломатической службе, в том числе в Москве. Участник Первой мировой войны. Кавалер ордена Почётного легиона. В 1928 году познакомился и подружился с Луи Жуве, который поставил многие его пьесы.
Умер Жироду 31 января 1944 года в Париже.

## Жироду в России
Прозу Жироду активно переводили на русский во второй половине 1920-х годов, о нём много писали в прессе, в том числе А. Луначарский. Уже в новейшее время имела успех его драма «Безумная из Шайо» (балет Р. Щедрина с М. Плисецкой, 1992; постановка П. Фоменко, 2002; и др.). В 2024 году в июньском номере журнала «Иностранная литература» был опубликован не издававшийся ранее перевод романа «Элпенор», выполненный Бенедиктом Лившицем.

### Романы и новеллы
- 1909 — «Провинциалки» / Provinciales
- 1910 — «Жак-Эгоист» / Jacques l’Egoïste
- 1911 — «Школа равнодушных» / L'École des indifférents (русский перевод 1927)
- 1917 — Lectures pour une ombre
- 1918 — Simon le Pathétique
- 1919 — «Элпенор» / Elpénor (русский перевод Бенедикта Лившица, 1931 год)
- 1919 — Amica America
- 1920 — Adorable Clio
- 1921 — «Сюзанна-островитянка» / Suzanne et le Pacifique (русский перевод 1927)
- 1922 — «Зигфрид и Лимузен» / Siegfried et le Limousin, роман (русский перевод 1927)
- 1924 — Juliette au pays des hommes
- 1926 — «Белла» / Bella (русский перевод Зинаиды Вершининой, 1927)
- 1927 — «Эглантина» / Églantine
- 1930 — Aventures de Jérôme Bardini
- 1932 — La France sentimentale
- 1934 — Combat avec l’ange
- 1939 — Choix des élues
- 1958 — «Лгунья» / La Menteuse (опубликовано посмертно)

### Пьесы
- 1928 — «Зигфрид» / Siegfried
- 1929 — «Амфитрион-38» / Amphitryon 38
- 1931 — «Юдифь» / Judith
- 1933 — «Интермеццо» / Intermezzo
- 1934 — Tessa, la nymphe au cœur fidèle
- 1935 — «Троянской войны не будет» / La guerre de Troie n’aura pas lieu
- 1935 — «Дополнение к Путешествию Кука» /Supplément au voyage de Cook (русский перевод 2004)
- 1937 — «Парижский экспромт» / L’Impromptu de Paris (русский перевод 2004)
- 1937 — «Электра» / Électre
- 1938 — «Песнь песней» / Le Cantique des cantiques (русский перевод 2004)
- 1939 — «Ундина» / Ondine
- 1942 — «Аполлон Беллакский» / L’Apollon de Bellac (русский перевод 2004)
- 1943 — «Содом и Гоморра» / Sodome et Gomorrhe
- 1945 — «Безумная из Шайо» / La Folle de Chaillot
- 1953 — «За Лукрецию» / Pour Lucrèce
- 1958 — «Гракхи» / Les Gracques
- 1982 — Les Siamoises

### Киносценарии
- 1942 — La Duchesse de Langeais
- 1943 — Ангелы греха / Les Anges du péché

### Прочее
- 1938 — Les Cinq Tentations de La Fontaine
- 1939 — Pleins pouvoirs, эссе
- 1941 — Литература / Littérature, эссе
- 1947 — Visitations
- 1950 — De pleins pouvoirs à sans pouvoirs
- 1969 — Or dans la nuit (опубликовано посмертно)
- Sans pouvoirs
- Les Contes d’un matin

## Экранизации
- 1958 (пересъёмка в 1961) — «Apollo z Bellac», Польша, реж. Адам Ханушкевич

## Русские издания
- Пьесы: Пер. с фр. / Вступ. статья А. Д. Михайлова. М.: Искусство, 1981. 648 с.
- Эглантина. Лгунья. [Романы]. М.: Флюид / FreeFly, 2007
- Зигфрид. Амфитрион-38. Интермеццо. Электра. Безумная из Шайо [Пьесы]. М.: Флюид / FreeFly, 2008